# Harpymimus
Harpymimus là một chi khủng long, được Barsbold & Perle mô tả khoa học năm 1984.